# Proteção de terras indígenas

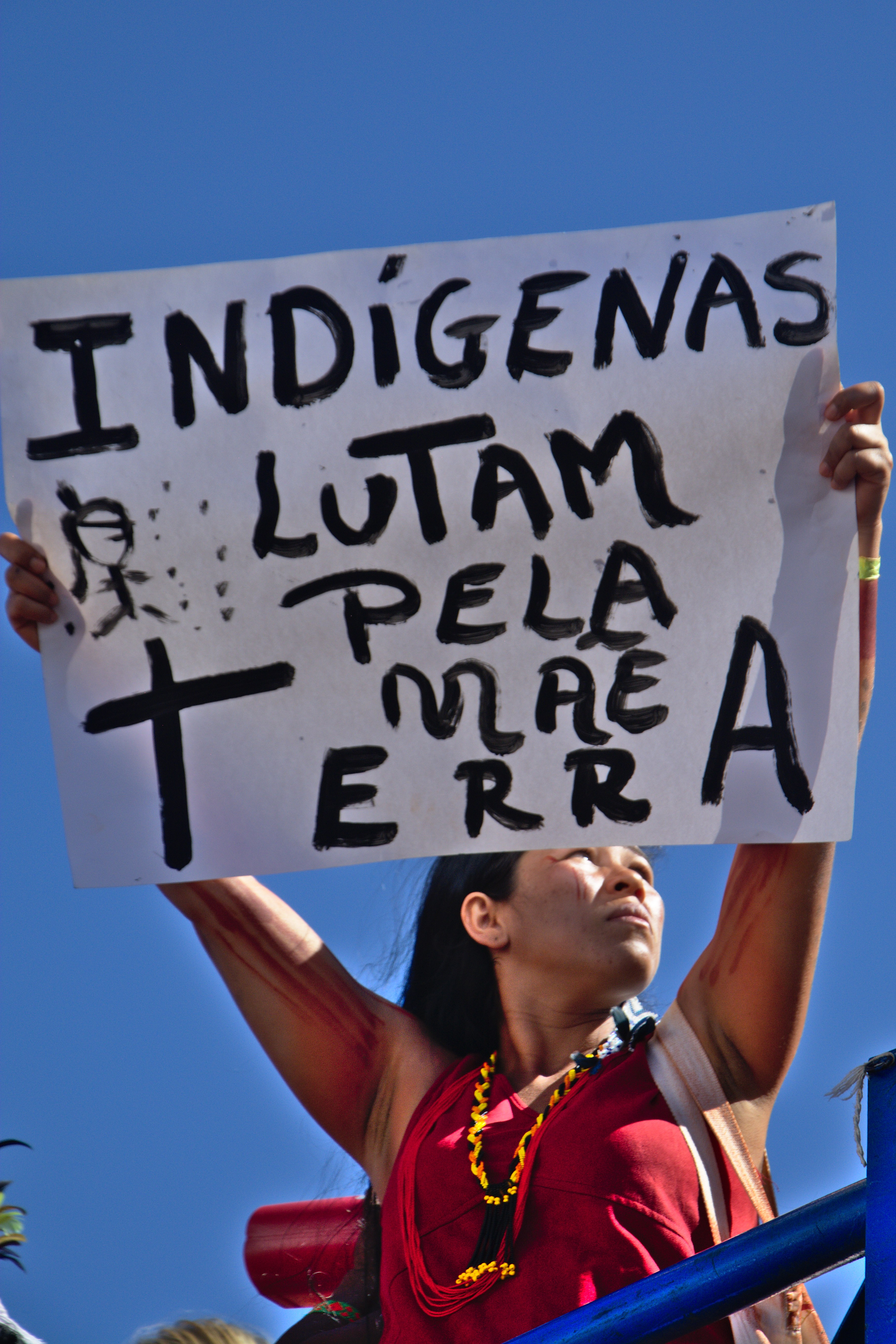
MarchaDasMulheresIndigenas_MarchaDasMulheresIndigenas_Marcha_das_Mulheres_Indígenas_(48554379961) https://creativecommons.org/licenses/by-sa/2.0/

Proteção de terras indígenas diz respeito ao conjunto de medidas legais que visam assegurar o direito à diferença sociocultural, à posse permanente dos territórios e ao usufruto exclusivo sobre os recursos naturais presentes nas terras indígenas.
Segundo a definição da Agência Nacional de Águas e Saneamento Básico, proveniente da Constituição Federal de 1988: "A Terra Indígena é a terra tradicionalmente ocupada por índios, definidas como sendo: aquelas por eles habitadas em caráter permanente, as utilizadas para suas atividades produtivas, as imprescindíveis à preservação dos recursos ambientais necessários a seu bem-estar e as necessárias a sua reprodução física e cultural, sendo seus usos, costumes e tradições(...)".
Ademais, o Inciso XI do artigo 20 da Constituição Brasileira prevê as terras indígenas como bens da União, isto é, Zonas Especiais de Interesse Social, legalmente definidas, a serem ocupadas e usufruídas pelos indígenas, de propriedade da União. Já o dever de demarcar, delimitar, exercer a regularização fundiária, registrar terras tradicionalmente indígenas, além de monitorar e fiscalizar os territórios, cabe à FUNAI. Após a demarcação, feita pela FUNAI, através do estudo antropológico dos povos originários da região, o crivo é realizado pelo Ministério da Justiça e Cidadania; deve também perpassar a Presidência da República e sofrer registro no livro da Secretaria do Patrimônio da União(SPU).

## Avanços na Preservação de Áreas Indígenas
"Na medida em que os europeus violaram regras básicas das comunidades nativas e não foram capazes de compreenderem diferentes hábitos e costumes dos índios, sobrepondo seus próprios valores e metas às populações americanas, o conflito começou.", defende Sandra Pesavento, professora e historiadora brasileira.
Sob esse olhar, é possível dizer que os confrontos, até então, entre colonizadores e brasilienses, tiveram início no mesmo século em que a América Portuguesa foi descoberta por Pedro Álvares Cabral. A imagem do indígena preguiçoso, comum até o final do século XX, provém de um imaginário popular baseado em atribuições de uma lógica de produção mercantilista a um povo desacostumado, e, acima disso, que não viam e não veem sentido nos costumes do homem branco. As metas indígenas não cumpriam com a lógica de produção dos europeus, cortar madeiras e colher frutas eram atividades de subsistência apenas. Por esta razão, logo uma relação inicial pacífica foi rompida.
Houve muitas tentativas de ocupação dos terrenos pertencentes aos nativos brasileiros, os quais resistiram fortemente, porém o uso da violência alinhado ao aproveitamento das rixas preexistentes resultou no desalojamento dos chamados índios para o interior do país. Não obstante os declarados contrários às ocupações indígenas, existiam os católicos "defensores" no Brasil quinhentista, responsáveis por tentar uma integração indígena. Contudo, o objetivo católico nunca foi o de manter a cultura originária, mas de assegurar a vida dos primeiros habitantes brasileiros; em suma, mantê-los enquanto indivíduos, sem diferenciá-los por uma cultura.
Até o fim do século XX, a visão dos leigos aproximava-se da visão da igreja católica catequizadora, entendiam a importância das vidas, entretanto, assumiam a crença de que era preciso integrá-los no modo de viver urbano, ensinar minimamente a Constituição tal como leis relativas às terras, não faziam distinção identitária destes. O entendimento do indígena tal qual um ser formado por uma união de traços culturais, saberes, crenças, e, portanto, digno de ter suas tradições respeitadas e conservadas, foi surgindo conforme prosseguiam atualizações na Funai, criada em 1967, atualizada no fim do século XX, substituindo ideias de assimilação.

## O Processo até a Proteção
Embora já explicado resumidamente no parágrafo três da introdução desse artigo, explicar-se-á com detalhes, nesta seção, o que é feito e quais instituições exercem parte.
A Funai dá início ao processo pelo estudo das áreas a serem consolidadas; vale ressaltar, que independente da demarcação e consolidação da terra marcada, os indígenas têm direito a todas às terras ocupadas ou disputadas desde 5 de outubro de 1988, data referente à promulgação da Constituição. O processo é somente um meio de asseguração jurídica, a facilitar a resolução de conflitos por domínio.
Até 1973, a Funai atuava sozinha no processo de delimitação territorial, em outras palavras, os indígenas não eram atuantes. Hoje, é fundamental a participação de líderes indígenas junto ao antropólogo selecionado pela Funai. Neste viés, segue trecho do depoimento de Joênia Batista de Carvalho, liderança Wapixana, durante o julgamento da Ação Popular que contesta a demarcação contínua da TI Raposa Serra do Sol, em 27 de agosto de 2008:
"Há mais de 30 anos estamos esperando que o processo de regularização fundiária de nossa terra seja concluído. Durante esses 30 anos, tivemos 21 lideranças indígenas assassinadas, várias casas queimadas, muitas ameaças feitas e registradas na Polícia Federal. Somos acusados de ladrões e invasores dentro de nossa própria terra! Somos caluniados e discriminados. Isso tem que ter um fim! Cabe ao Supremo Tribunal Federal, a essa Corte, definitivamente, aplicar o que nós já vimos há muito tempo falando, que as terras tradicionais indígenas vão além da própria casa. Muitas pessoas não sabem que as casas indígenas não se resumem apenas às moradias, mas incluem os lugares onde se pesca, caça, caminha (...), onde se mantêm os locais sagrados, a espiritualidade, nossa cultura."
"(...)Eu queria ler um pouquinho do voto no Recurso Extraordinário no 44.585, do voto do ministro Victor Nunes Leal, que afirma assim: “Aqui não se trata do direito de propriedade comum, não está em jogo um conceito de posse, nem de domínio no sentido civilista dos vocábulos. Trata-se do hábitat de um povo. Se a área foi reduzida por lei posterior e se o Estado a diminuiu em dez mil hectares, amanhã reduziria em outros dez, depois mais dez e poderia acabar confinando os índios em um pequeno trato, até o terreiro da aldeia.”
Joênia questiona a redução contínua da sua terra, a TI Raposa Serra do Sol, enfatiza também aspectos necessários anteriormente a demarcação, são eles: locais destinados a atividades de cunho espiritual, cultural e de sobrevivência. Dessa forma, a Funai não deve cometer o equívoco, na visão da líder Wapixana, de considerar a habitação restrita aos dormitórios, pois o indígena desenvolve-se nos entornos, em uma convivência com a floresta.
Após o devido delineamento, a declaração dos limites é papel do Ministério da Justiça. É um selo de aprovação do que foi proposto, para então, a Funai entrar novamente no processo completando a demarcação física. Depois do cadastro dos moradores da região, pelo INCRA, as ações decididas devem ser homologadas pelo Presidente. Para, então, a Funai intervir mais uma vez reassentando ocupantes não indígenas e registrando tudo na Secretaria de Patrimônio da União

## Medidas Protetivas
As medidas protetivas são aquelas que visam assegurar a manutenção do patrimônio territorial, nesse caso, os bens da União ou outras terras dominiais dos povos indígenas.

### Fiscalização
Tanto a fiscalização quanto à vigilância cumprem igual finalidade de proteção, todavia os agentes incumbidos são distintos. De maneira geral, a Funai incumbe-se da fiscalização dos territórios pré-estabelecidos. A fundação não só poderá pedir auxílio, mas também é incentivada a fazê-lo, uma vez que seu poder policial ainda não está regulamentado; tal ação deverá ser feita por meio de parcerias com outros órgãos, por exemplo: o Departamento de Polícia Federal (DPF); a Força Nacional de Segurança Pública; o Instituto Brasileiro do Meio Ambiente e dos Recursos Naturais Renováveis (Ibama); Forças Armadas Brasileiras (compostas pelo Exército, Marinha e Aeronáutica); Polícia Militar Ambiental; e secretarias estaduais e municipais de meio ambiente.

### Vigilância
A vigilância é uma ação complementar à fiscalização, realizada por Indígenas nas suas terras, de modo preventivo. Consiste em estratégias preventivas a fim de evitar invasões e potenciais confrontos, para tanto, é essencial que o indígena nunca utilize de meios armados na defesa de suas terras, o principal meio dos invasores é o suborno, por conseguinte, o dever único dos moradores legais é recusar essas ofertas.
Caso a invasão esteja acontecendo, recomenda-se a denúncia para os órgãos indigenistas encaminhados da função, sendo um deles, a Funai. Jamais a violência na resolução contra os invasores foi estimulada, ainda nesses casos, que a invasão assume a realidade presente. Pelo oposto, os indígenas foram desencorajados a entrar em lutas físicas; de acordo com a Funai, isso colocaria a família do indígena em risco e não impediria o agressor de voltar.

## Direito civil ou social?
Afinal, no caso das terras indígenas, seu direito de ocupá-la e ter suas moradias devidamente protegidas, trata-se de um direito civil ou de um direito social? Entende-se como um direito social, isto porque os aborígenes não detém o título da terra. Somente fazem dela seu usufruto, aliás, com termos específicos.

### Direito civil
Em contraposição aos regimes despóticos imperantes no século XVII e XVIII, surgiu o constitucionalismo, importante movimento defensor da liberdade. Supera-se a ideia predominante na Idade Média, segundo a qual os direitos estão retidos a determinadas classes e estamentos sociais, a nova visão é de um direito universal, comum a todos os homens e inatos, ou seja, existentes desde seu nascimento. Neste viés, John Locke, filósofo inglês, teórico do contrato social, foi um grande defensor da inserção da propriedade dentro dos direitos naturais do ser humano.
Para Locke "(...)o grande e principal objetivo, portanto, da união dos homens em comunidades, colocando-se sob governo, é a preservação da propriedade". Conforme declaração, John Locke via, como sentido primeiro na união dos homens sob forma de sociedade, a preservação da propriedade. Em consonância, a Constituição Brasileira, a contar de 1988, enxerga a propriedade de maneira equitativa, dentro dos direitos invioláveis, inerentes ao ser.
No inciso XXII, do artigo quinto, é garantido o direito brasileiro à propriedade, da mesma forma que os demais direitos ainda desse artigo, a propriedade está vinculada no que se entende direito civil. Segundo Maria Helena Diniz, jurista brasileira, no seu modo de entender:
"O direito civil é, pois, o ramo do direito privado destinado a reger relações familiares, patrimoniais e obrigacionais que se formam entre indivíduos encarados como tais, ou seja, enquanto membros da sociedade. É o direito comum a todas as pessoas, por disciplinar o seu modo de ser e de agir, sem quaisquer referências às condições sociais ou culturais. Rege as relações mais simples da vida cotidiana, atendo-se às pessoas garantidamente situadas, com direitos e deveres, na sua qualidade de marido e mulher, pai ou filho, credor ou devedor, alienante ou adquirente, proprietário ou possuidor, condômino ou vizinho, testador ou herdeiro. Como se vê, toda a vida social está impregnada do direito civil, que regula as ocorrências do dia a dia, pois, como exemplifica Ferrara, a simples aquisição de uma carteira de notas é contrato de compra e venda; a esmola que se dá a um pedinte é doação; o uso de um ônibus é contrato de transporte; o valer-se de restaurante automático no qual se introduz uma moeda para obter alimento é aceitação de oferta ao público".

Dessarte, o exposto permite classificar o direito à propriedade, defendido por Locke e contido na atual Constituição, nos direitos aclamados civis. No entanto, não é essa a circunstância judicial das terras aborígenes, retomando o depoimento de Joênia Batista de Carvalho: “(...)Aqui não se trata do direito de propriedade comum, não está em jogo um conceito de posse, nem de domínio no sentido civilista dos vocábulos. Trata-se do hábitat de um povo."
Nem juridicamente nem socialmente, o usufruto aborígine das terras a eles destinadas enquadra-se nos conceitos do direito civil. O indígena, até o momento presente, não possui o título da terra, e consequentemente, o direito ao penhor e a concessão. Além disso, está vedado o garimpo ou extração de minérios da terra que ocupam, os direitos dos nativos são sob as terras, a União tem o direito de explorar recursos existentes no subsolo, é também proibido o comércio de espécimes nativas, exceto em criadouros, quando autorizados e licenciados por órgão responsável. Ainda é digno de nota, os nativos não possuem direito de autorizar, por parte, ou toda comunidade indígena, a entrada de estrangeiros para fins de caça, extrativismo, salvo em situação de turismo organizado pela comunidade.

### Direito social
Alguns dos direitos sociais são: a educação, a saúde, o trabalho, o lazer, a segurança, a moradia, a previdência social, a proteção à maternidade e à infância, a assistência aos desamparados. Concernem aos direitos da segunda dimensão dos direitos fundamentais, impulsionados pela Revolução industrial e problemas decorrentes, e abrangem todos os direitos acima citados, provenientes do artigo sexto, categorizados em direitos de ordem econômica, social e cultural.São conhecidos como direitos à prestação ou direitos prestacionais, visto que cobram o Estado uma forma prática na implementação da liberdade.
De acordo com a Relatoria Especial da ONU, alinhado com o conceito criado pela Conferência das Nações Unidas sobre Assentamentos Urbanos de Istambul de 1996:
60. Moradia adequada significa mais do que ter um teto sobre suas cabeças. Isso também significa ter um lugar privado, espaço, acessibilidade física, segurança adequada, segurança da posse, estabilidade estrutural e durabilidade, aquecimento, iluminação e ventilação, serviços adequados de infraestrutura básica, incluindo abastecimento de água, saneamento e tratamento de lixo, fatores adequados de qualidade ambiental e de saúde, e uma localização conveniente e acesso ao emprego e serviços básicos, tudo a um custo razoável.(...)
61. Desde a adoção da Declaração Universal dos Direitos Humanos, em 1948, o direito à moradia adequada tem sido reconhecido como um importante componente do direito a um padrão de vida adequada. (...). A provisão de habitação adequada para todos exige ação não apenas pelos governos, mas por todos os setores da sociedade, incluindo a iniciativa privada, ONGs, comunidades e autoridades locais e organizações e entidades associadas à comunidade internacional. Em um contexto global de criação de condições favoráveis, os governos devem tomar medidas apropriadas para promover, proteger e garantir a realização plena e progressiva do direito à moradia adequada. Tais medidas são, entre outras, as seguintes:
1. prever que, para moradia, a lei deve proibir qualquer forma de discriminação e garantir a todas as pessoas proteção igual e eficaz contra a discriminação baseada em raça, cor, sexo, língua, religião, opinião política ou outra, origem nacional ou social, riqueza, nascimento ou qualquer outra condição;
2. fornecer a todas as pessoas, incluindo mulheres e pessoas que vivem na pobreza, segurança jurídica da posse e acesso igual à terra, bem como efetiva proteção contra despejos forçados que são contrários à lei, tendo em conta os direitos humanos e observando que os sem-teto não deve ser penalizado por sua condição;
3. adotar políticas destinadas a tornar as moradias habitáveis, acessíveis e disponíveis, mesmo para aqueles que não podem pagar uma moradia condigna por conta própria, por meio, nomeadamente, do seguinte: a. aumentar a oferta de moradia a preços acessíveis com medidas reguladoras e incentivos de mercado; b. aumentar o número de habitações a preços acessíveis através da concessão de subvenções e subsídios de aluguel e outra assistência às pessoas que vivem na pobreza; c. apoiar programas de habitação para arrendamento de propriedade e de base comunitária, cooperativa e sem fins lucrativos; d. promover serviços de apoio para sem-abrigo e outros grupos vulneráveis; e. mobilizar novas fontes de recursos financeiros e outras entidades públicas e privadas de desenvolvimento de habitação e comunidade; f. criar e promover incentivos baseados no mercado para incentivar o setor privado para atender às necessidades de habitação a preços acessíveis para locação e da propriedade; g. promover padrões sustentáveis desenvolvimento geográfico e sistemas de transporte que melhorem o acesso aos bens, serviços, lazer e locais de trabalho;

4. acompanhar e avaliar eficazmente as condições de moradia, incluindo-se a extensão da falta de moradia e de habitações inadequadas e, em consulta com a população afetada, formulação e adoção de políticas de moradias adequadas e implementar estratégias eficazes e planos para lidar com estes problemas.
Esses são os requisitos a serem garantidos pelas terras fornecidas aos indígenas, muito mais do que um abrigo noturno.

## Visões sobre a posse da União
Em alguns casos dos povos tradicionais amazônicos, tais como os quilombolas, a Comissão Pró Índio conjunta ao INCRA inicia uma luta pró titulação das terras remanescentes.Igualmente, trabalhadores rurais têm direito ao título de suas terras, e podem passar a ter prioridade na titulação das suas terras, se acordada a proposta do deputado José Guimarães.
Entretanto, as terras autóctones não estão no processo de regularização fundiária para titulação dos indígenas, isto significa que o direito indígena relacionado à habitação restringe-se somente ao social, a habitação no sentido civilista não é garantida e nem sequer era pauta, até o Projeto de Lei 2454/24, criada pela deputada Silvia Waiãpi e o deputado Helio Lopes.
Os autores da proposta argumentam que ao receber o título de posse da terra, os indígenas que ali habitam terão a oportunidade de desenvolver-se economicamente. À exemplo dos Yanomami, moradores do norte da Amazônia, sob uma terra cheia de riquezas minerais, inclusive o ouro; é notório constatar que sessenta por cento do território está coberto por títulos registrados no Departamento Nacional de Produção Mineral por empresas de mineração públicas e privadas, nacionais e multinacionais.
Segundo a deputada Silvia Waiãpi e o deputado Lopes, os Yanomami deveriam ter o direito de gerir seus recursos, situação que se tornaria impossível sem o título da posse, pois o direito de explorar os recursos no subsolo é vinculado à União. Qualquer atividade de mineração indígena, nos dias atuais, é condenada ilegal, até que seja aprovada uma lei complementar sobre o assunto, seja a Lei 2454/24, seja outras quaisquer. A lei complementar sempre deverá ser apoiada pelos moradores locais, nesse caso, os Yanomami, serão equitativamente levados em conta os benefícios que a lei implantada poderá causar.
O projeto de Lei dos deputados vai ao encontro das ações do ex-presidente Jair Bolsonaro, o qual visitou lideranças das etnias Parecis (Mato Grosso), Macuxi (Roraima), Xucuru (Pernambuco) e Yanomamis (Amazonas/Roraima), em abril de 2019. Neste encontro, os povos reivindicavam o direito de exploração das reservas tradicionais, não necessariamente pela aquisição da titulação, mas se falava, no período, em uma participação nos lucros, determinados no Projeto de Lei 191/20. Nas palavras de Bolsonaro, sobre a exploração econômica das reservas: "O que nós pudermos fazer para que vocês tenham autonomia sobre todo o perímetro geográfico de vocês, nós faremos"; acrescentou: "Em Roraima, tem trilhões de reais embaixo da terra. E o índio tem o direito de explorar isso de forma racional, obviamente. O índio não pode continuar sendo pobre em cima de terra rica".
Abel Macuxi, representante dos Macuxi, em Roraima, questiona a proibição da agricultura "Nós estamos em cima da riqueza, mas ainda continuamos pobres. Viemos aqui representar nossos agricultores que querem plantar, mas não têm apoio"; outros líderes das etnias acima questionam a proibição da pecuária e da mineração. Para o ex-presidente, intermediários nas relações econômicas com os povos nativos das áreas do Mato Grosso, Roraima, Pernambuco e Amazonas não são necessárias, pois " o povo indígena é que diz o que a Funai vai fazer".
Recentemente, em 2024, Lula pronunciou-se acerca da condição do garimpo ilegal na terra de Roraima e Amazonas, apesar de não ter assumido compromisso com a ideia da exploração econômica feita pelos residentes dos grupos em perigo. Lula, porém, prometeu a defesa do território contra atividades ilegais, reassumindo o projeto de fiscalização já existente, com nova ótica, agora, trataria de uma Casa de Governo lá instalada permanentemente, para gerenciar a tomada de medidas e assegurar a proteção do povo Yanomami.

## Importância da Proteção de Terras Indígenas

### Meio ambiente
Para a maioria dos grupos indígenas a natureza não é só um local de vivência, mas também um elemento sagrado. Cada povo tem sua própria forma de demonstrar o apreço pelo meio em que vivem; alguns, como os indígenas da Kichwa Amazônica (Amazônia Equatoriana) referem-se a floresta amazônica: " Madre Selva", "Madre Terra" ou ainda " Mãe natureza".
Aqui, ressalta-se, o termo "mãe" não está sendo usado no sentido meramente familiar, mas a determinar uma relação matriarcal, em que os habitantes da Amazônia Equatoriana acreditam terem nela sua matriarca, sua progenitora, melhor dizendo, aquela que os criou. De forma similar, por outras partes do mundo, os naturais das regiões de florestas e áreas ricas em vegetação ambiental veem a elementos naturais, por exemplo, o milho, de uma maneira divina.Os pré-hispânicos tinham a explicação da criação dos seus corpos no elemento vegetal derivado do milharal. Tanto os Maias, quanto os Astecas e os Olmecas reverenciavam o deus do milho, o que agregou na culinária e nas manifestações culturais.
No Brasil, o elemento divino era mais do que o milho na sua unidade, era a natureza em plenitude. Ao longo das comunidades tupi-guaranis, é usual o culto à Grande Mãe, uma noção em comum com os povos do Equador, só que, ao chegar no território nacional, foram acrescentadas ao culto as estrelas do céu. O escritor Kaká Werá, completa, a respeito dos tupi-guaranis: " “também celebravam as chuvas, o arco-íris, as estações, o plantio, a colheita, o sagrado caminho da vida e da passagem”.
Se para os indígenas agregados ao xamanismo, os elementos da natureza, num todo, eram sagrados, não era de menos esperar por ações de proteção às suas terras. Na imagem do começo do artigo, uma mulher marcha na Marcha das Mulheres Indígenas aclamando por a " Mãe Terra"; conclui-se: o ativismo social da mulher representada é justificável ao entender do elemento divinal inserido nessas palavras, mãe e terra.
Conforme defende Antonio Oviedo, coordenador do Programa de Monitoramento do ISA:
“Povos Indígenas e populações tradicionais possuem outras concepções de natureza e, consequentemente, outras formas de interagir com o meio ambiente. Os saberes desses povos e suas práticas de manejo estão mesclados às paisagens. Além disso, os modos de ocupação tradicional promovem barreiras contra o desmatamento e favorecem a regeneração florestal”, 
Ademais, os indígenas contribuem na resistência contra a degradação da natureza e na manutenção dos ecossistemas acima de tudo porque as relações mantidas para com ela, desde o princípio, objetivaram o suprimento das suas necessidades. Prova disso é a estruturação das suas moradias, as quais encaixam-se nas classificações de arquitetura vernacular e sustentável.[carece de fontes?]
A arquitetura vernacular tem como características principais a adaptabilidade e o regionalismo. Pois uma construção arquitetônica construída com elementos naturais de determinado ambiente, normalmente, apresentados em abundância, tende a ser sustentável, por não esgotar os recursos do ambiente que se localiza, é o que observa Candido Lima, no seu artigo A Sustentabilidade da Habitação do Seringueiro Amazônico.
Não obstante as diferenças entre os seringueiros e os indígenas, o que está em discussão é a utilização de recursos naturais, preferencialmente regionais, no fazer da arquitetura local. Nisso as etnias indígenas dão exemplo, visto que constantemente abusam das palhas e madeiras situadas em terras próximas.
À vista do exposto, nota-se que o modo de fazer das ocas e malocas indígenas sustenta-se em harmonia com a natureza envolta, não procurando usar de recursos oriundos e utilizando o necessário para sua subsistência. Ao contrário, as grandes cidades urbanas superlotadas estariam fora dos limites da sustentabilidade,[carece de fontes?] uma vez que descumprem um requisito básico para ser denominada sustentável: a manutenção dos recursos existentes de modo que as gerações futuras consigam aproveitar de igual modo.
O desenvolvimento de cidades e comunidades sustentáveis é hoje uma das metas da ONU para o desenvolvimento sustentável no Brasil, por isso, contribuir com os indígenas e a proteção de suas terras é outrossim contribuir com o desenvolvimento do país.

### Movimentação da Economia
O Brasil, de acordo com dados da IBGE, produziu no extrativismo vegetal de 2022 R$ 6,2 bilhões, a mesma fonte mostra um crescimento na atividade de 31,5% do ano de 2020 para 2021. A atividade já assumiu outrora maior importância no cenário nacional, encontrando épocas em que foi a principal atividade regional; o extrativismo diferencia-se da atividade da agricultura, pois o primeiro depende da retirada dos recursos diretamente da reserva natural, fator que por um lado, dificulta sua extensão, por outro, confere maior sustentabilidade, dentro que foi proposto no conceito do termo.
Portanto, são extratores todos que praticam a coleta, nos ambientes naturais, de recursos tais quais a castanha-do-pará, o açaí, o látex, o babaçu, entre outros. A maioria dos coletores desses recursos, são vistos como grupos culturalmente diferenciados e se entendem como tal, por isto, são caracterizados pelo nome "povos tradicionais". Nas terras indígenas, ou então em terras nos arredores, a atividade extrativista se desenvolve, é o caso de parte dos castanheiros, nomeados guardiões da floresta.
Sobre o povo castanheiro, a sua origem atribui-se ao gradativo sincretismo cultural entre saberes indígenas e quilombolas,[carece de fontes?] os descendentes de africanos mantidos em quadro de escravidão durante a sociedade branca escravocrata até o fim do século XIX, decidiram pôr fim nos hábitos impostos pelos donos de senzala, restritivos e exploratórios, ao fugir para terras distantes e formar comunidades escondidas nos quilombos.[carece de fontes?]
Acostumados com o trabalho físico, os castanheiros são formados por indígenas e quilombolas, unidos com o propósito econômico proporcionado pela castanha. A primeira pesquisa específica da castanha-do-pará, de auoria do Instituto de Manejo e Certificação Florestal e Agrícola, produzida em 2016, fornece dado que indicam a queda do Brasil na liderança das vendas da iguaria, a nação deixou de ser liderança no mercado externo da castanha-do-pará em 1988, e assim permanece até hoje, a terra brasileira, ocupa segunda posição no mercado exportador mundial, atrás da Bolívia. Entretanto, mesmo com a queda do comércio externo, os benefícios da atividade castanheira não se limitam à exportação, 74% da produção da castanha paraense é consumida no mercado interno do país.
O observatório da Castanha do Pará (OCA) é o segundo a continuar pesquisas relacionadas à lucratividade do produto nas terras amazônicas, abre levantamento no ano de 2023 e estima mais de 2 bilhões de reais por ano movimentados pela castanha-da-amazônia. Segundo o observatório, o elo produtivo do setor primário não lucra nem 5% da movimentação total da cadeia, e há situações com margem de lucro inexistente para o produtor. Em contraposição, nos setores seguintes, secundário e terciário, a lucratividade varia de 12% a 30%. “Os indígenas conservam a natureza. E isso não é valorizado pela maioria, como deveria ser. Estamos conservando a nossa terra com nossos conhecimentos, nossa força, e nossa luta”, opina Maria dos Anjos, liderança da aldeia Novo Paraíso, da Terra Indígena (TI) Caititu, no Amazonas.
Quanto à extração do açaí, o profissional da coleta recebeu a alcunha de peconheiro e este faz parte dos povos tradicionais da Amazônia Legal. O peconheiro habita as TIs, e estima-se que mais de 120 mil famílias e mais de 200 empreendimentos econômicos de extrativistas e agricultores familiares da Amazônia sejam agraciados pelo ciclo do açaí(INSTITUTO TERROÁ, 2021). Somente no estado do Pará, maior produtor mundial do fruto, a cadeia de valor do açaí movimenta mais de R$3 bilhões por ano(COMEX DO BRASIL, 2017).
No Maranhão, a atividade do babaçu, reúne mulheres de diversas etnias, a atividade é comum entre negras, indígenas, brancas; contudo, a atividade seria no mínimo afetada, senão impossibilitada, na negligência em relação à proteção das terras maranhenses. São mais de 30 terras indígenas no estado, entre elas, Guajajara, Ka’Apor, Awa Guajá, Gamela, Tremembé, Tikuna, Awrao, Anapuru Muypurá, Kariu Kariri e Tupinambá. Na Amazônia, o extrativismo do babaçu já teve destaque, ultrapassou em um período o campeão de vendas Açaí,porém, fora a baixa lucratividade por quilo da castanha, aproximadamente quatro reais por quilo recebidos pelas coletoras(valor que se multiplica dez vezes após a retirada da sua casca )em conjunto a falta de investimentos nas cooperativistas amazônicas proporciona o fim de um ciclo de aprendizagem, passado de gerações em gerações, de mãe para filha.

### Empregabilidade
A proteção das terras indígenas colabora de forma mais direta do que pode parecer, na criação de oportunidades trabalhistas para os ameríndios e para outros povos exteriores que resguardam parcerias comerciais com as comunidades das TIs. De encontro com ideias expressas em dúvidas comuns dentre os leigos, entre elas:
" É lícito ao dono do gado contratar parcerias com os índios, na qual estes figurem como criadores ou tratadores de rebanho, em terras de reserva indígena? Parceiras dos índios podem ter empregados permanentemente ocupados em ajudar os índios a tratar do gado? Os índios e seus parceiros podem assalariar em comum os vaqueiros e outros empregados para esse fim?"
Em síntese, sim, o indígena pode manter contratos de parceria comercial, contratar e ser contratado,as perguntas populares acima indiretamente duvidam da possibilidade de manter vínculos empregatícios, e para maioria dos casos, os povos naturais são permitidos e incentivados a investir nesses acordos. Retomando parte da Constituição no definir da terra indígena: "A Terra Indígena é a terra tradicionalmente ocupada por índios, definidas como sendo: aquelas por eles habitadas em caráter permanente, as utilizadas para suas atividades produtivas(...)".
O direito de usufruto exclusivo não permite aos habitantes da terra habitada a doação da permissão, a terceiros, de desempenhar nas TIs as atividades primordiais. Além disso, o autóctone americano, conforme mencionado anteriormente, não pode interferir no subsolo, suas atividades estão restringidas ao uso do solo. No entanto, isso permite a comercialização de excedentes coletados, o uso de produtos primários na elaboração de produtos artesanais, e outras possibilidades similares visando o desenvolvimento econômico. Nada, então, impede a elaboração de parcerias comerciais com terceiros ou a assessoria externa nos projetos que busquem o desenvolvimento econômico dos grupos nativos.

Contanto que essas atividades de cunho econômico não venham a influenciar a posse direta dos indígenas ou silvícolas sob suas terras, salienta o Estatuto do índio, descrito abaixo
Art. 18 – As Terras Indígenas não poderão ser objeto de arrendamento ou de qualquer ato ou negócio jurídico que restrinja o pleno exercício da posse direta pela comunidade indígena ou pelos silvícolas.
A Natura foi uma das empresas a negociar com os moradores das TIs, mais especificamente, os povos Suruí. A empresa de cosméticos teria comprado créditos de carbono com os Suruí, estabelecendo uma parceria com mais de 1000 indígenas, a fim de diminuir as emissões até o ano de 2013. O projeto foi tido como exemplar pela Funai.
Neste sentido, a proteção das terras serviu para prestigiar a empresa, a partir do depoimento oferecido pela Funai, e proporcionou um arrendamento extra aos povos da região atingida. Cabe destacar no cenário da empregabilidade, a oportunidade de criação de empresas com lideranças indígenas, focadas ou não nas atividades extrativistas. Uma delas é a Associação Bêbo Xikrin do Bacajá, situada na Terra Indígena Trincheira Bacajá, no sudeste do Pará, e é liderada pela etnia Mebengokrê - Xikrin; trabalham com cadeias extrativistas de valor, a castanha, o babaçu e sementes de cumaru, entretanto, apoiam cerca de 150 mulheres dos Xikrin comercializando seus trabalhos artesanais.
Independente das empresas serem lideradas por indígenas ou não serem, realizadas em conjunto a parcerias comerciais ou não, o setor extrativista, em especial a extração da castanha cumaru e copaíba, foram essenciais para segurança alimentar dos povos na Amazônia no espaço de tempo do Coronavirus, movimentando cerca de 530.000,00. Segundo dados do Instituto de Manejo e Certificação Florestal e Agrícola a expectativa para a movimentação no ano de 2021 seria suficiente às demandas orçamentárias de ao menos 370 famílias

### Manutenção da diversidade cultural
A relação entre a formação do Brasil com a cultura ameríndia é intrínseca, isto é, a construção da identidade brasileira dependeu da herança indígena, aliada à africana. Para entender o conceito de diversidade cultural, o professor Shukman nascido no Reino Unido, argumenta
A cultura é a totalidade dos sistemas de significações através dos quais o ser humano, ou um grupo humano particular, mantém a sua coesão (seus valores e identidade e sua interação com o mundo). Esses sistemas de significação, usualmente referidos como sendo sistemas modeladores secundários (ou a linguagem da cultura), englobam não apenas todas as artes (literatura, cinema, pintura, música, etc),as várias atividades sociais e padrões de comportamento, mas também os métodos estabelecidos pelos quais a comunidade preserva sua memória e seu sentido de identidade (mitos, história, sistema deleis, crença religiosa, etc.). Cada trabalho particular de atividade cultural é visto um texto gerado por um ou mais sistemas
O papel do indígena na construção do Brasil pode ser dividido de acordo com o autor da citação, no que diz respeito ao patrimônio material e imaterial respectivamente; salvo a música, que está originalmente descrita no primeiro grupo( das artes) porém se conhece o atrelamento do conceito ao de patrimônio imaterial, em conformidade com a Unesco.
Entende-se, na visão de Sandra Pesavento, no seu artigo Imaginando o Imaginário, a importância dos patrimônios imateriais na constituição da história, não só a história contada pelo povo, como a ensinada na disciplina História. Uma vez que para a escritora dos denominados Novos Historiadores Culturais, as crenças mitos e lendas eram tão importantes quanto os fatos concretos, Sandra declarou uma realidade formada por duas facetas: a da concretude dos fatos e a imaginada, contudo, divergindo da maioria, ela não julgou a primeira sobreposta à segunda. Assim, levando em conta esses princípios, a manutenção do patrimônio imaterial original visa, ainda, o incremento na história do Brasil.
Autores como Pesavento, preocupados numa nova análise da história, reconsiderando o grau de importância das visões de mundo estabelecidas por um grupo social, são alicerces no trabalho de assumir a mestiçagem na herança cultural brasileira, desse modo, o reconhecimento deve ser o passo anterior à valorização.
O oposto, isso é, não reconhecer as origens diversas dos brasileiros a partir da tentativa de resumir influências motrizes em um dia, o dia dos povos indígenas, estaria associado ao reducionismo cultural. A palavra redução teria sua ascendência no vocábulo latim "reductione". Segundo Abbagnano (2007), dizer redução significa falar em “explicação que consiste em considerar que certas ordens de fenômenos estão sujeitas a leis mais bem estabelecidas ou mais precisas que uma outra ordem de fenômenos”. Logo, com a ascensão de inúmeros estudos, dentre eles o de Pesavento, sobre um restabelecimento da concepção de patrimônio imaterial e seu valor na realidade, resumir povos indígenas a uma condição folclórica seria desconsiderar explicações mais bem estabelecidas.
Objetivamente, o reducionismo é o querer tornar uma simplificação unitária algum fenômeno complexo, em particular no pretendido deste artigo, tornar mínima a identidade indígena e seus valores, outrossim os impactos da cultura deles no processo histórico e no ordinário. “As pessoas não vivem sem a sua cultura, mas não se dão conta disso”, declara o ex-secretário municipal de Cultura, Carlos Augusto Calil. Em 2019, Calil argumenta, numa entrevista ao Jornal USP
“O sentimento que o atual governo federal reflete é de que a Cultura é inimiga da religião, das instituições, da manutenção do poder constituído. A arte tem de fato a capacidade de promover a emancipação do indivíduo que pode incomodar um poder anacrônico, reacionário, expondo suas inconsistências e falácias."
Por último, quando perguntado como vê as iniciativas em "prol" da cultura brasileira no contexto político da época, o ex-secretário responde:
" A pauta política incendiária, com o acirramento do “nós contra eles”, domina as atenções e desvia o olhar de questões cruciais para a sobrevivência da nação democrática: respeitar os direitos dos índios, dos grupos sociais segregados, das minorias, zelar pelo meio ambiente(...)"
Conclui-se, ao compreender de Carlos Augusto Calil, que a cultura faz parte de um dia a dia, propiciando a capacidade de um indivíduo emancipar-se, e é crucial a sobrevivência da democracia. Neste viés, promover a diversidade cultural deixa de ser um componente socio-histórico, ao virar um princípio também político. A sociedade democrática interligada ao desenvolvimento cultural, está sendo analisada sob a ótica etimológica, do grego dēmokratía, de dêmos 'povo' + * kratía 'força, poder'=o poder nas mãos do povo. Assim, o potencial libertador da cultura é visto como um poder, e se acessível a todos, popular.
A Declaração Universal sobre a Diversidade Cultural no seu primeiro artigo salienta o alto grau de diversidade no mundo como um "patrimônio comum da humanidade". Já o artigo 2, conclama as nações a criarem políticas públicas que reconheçam "as identidades culturais plurais, variadas e dinâmicas". Diante disso, minorias e povos indígenas devem ganhar visibilidade, por apresentarem saberes específicos.
Por fim, a maneira de garantir o desenvolvimento do país de inúmeras maneiras interdisciplinares apresentadas, seja na política, no social ou na cultura, é através do reconhecimento e preservação das terras indígenas, medidas atreladas à sua proteção. Isto pois, quando o indígena migra para o ambiente urbano, muitas vezes aprende no sistema educacional a desqualificar sua própria cultura, o que poderia levar, a longo prazo, à extinção cultural e perda da diversidade brasileira.